# Masdevallia caloptera
Masdevallia caloptera es una especie de orquídea epífita originaria de Colombia, Ecuador y Perú.

## Descripción
Es una orquídea de pequeño tamaño que prefiere el clima cálido al frío, es de hábitos epífitas, con un ramicaule erecto y delgado,  envuelto basalmente por 2-3 vainas tubulares y con una sola hoja, apical, oblanceolada a espatulada. Florece en el invierno en una inflorescencia de 15 cm  de largo, cilíndrica con  2-9 flores que surgen de la parte baja en el ramicaule, brácteas florales  envuelven el pedicelo y las  flores se producen muy por encima de las hojas.

## Distribución y hábitat
Es originaria de Colombia, Ecuador y Perú donde se encuentran en los bosques densos y húmedos en elevaciones de 1800 a 2600  metros

## Sinonimia
- Masdevallia biflora Regel 1891
- Spilotantha caloptera (Rchb.f.) Luer, Monogr. Syst. Bot. Missouri Bot. Gard. 105: 15 (2006).[1][2]